# كوزو (بافيا)
كوزو (بالإيطالية: Cozzo)‏ هي بلدة تقع في مقاطعة بافيا بإقليم لومبارديا في شمال إيطاليا. تبلغ مساحة هذه المدينة 17.4 (كم²)، وترتفع عن سطح البحر م، بلغ عدد سكانها 421 نسمة في عام 2004 حسب إحصاء المعهد الوطني للإحصاء.

## السكان
في سنة 1861 بلغ عدد السكان 1٬525 نسمة، وتطور العدد ليصل في سنة 2011 لـ 371 نسمة.
يظهر هذا المخطط البياني تطور النمو السكاني لـ كوزو (بافيا)